# Ishikawa Toyonobu
Ishikawa Toyonobu  (japanisch 石川 豊信, Go: Tanshōdō (〓篠堂), Shūha (秀葩); geboren 1711 in Edo; gestorben 1. Juli 1785) war ein japanischer Maler der Ukiyoe-Schule während der mittleren Edo-Zeit.

## Leben und Wirken
Ishikawa Toyonobu war eine Maler, der in der Zeit der „Benizuri-e“ „Bilder schöner Frauen“ (美人画, bijin-ga) malte. Er wurde vom Besitzer des Gasthauses Nukaya (糠屋) im Stadtteil Kodemma-chō (小伝馬町) in Edo adoptiert und erhielt den Namen „Shichibei“ (七兵衛), den in seiner Familie üblichen Namen. Der Überlieferung nach war Ishikawa ein Schüler von Nishimura Shigenaga (西村 重長; 1697–1756) und um 1740 mit dem Zeichnen begann. Besonders in den „Säulenbildern im Breitformat“ (幅広柱絵, Habahiro Hashira-e) und in dem großformatigen Benizuri-e zeigte er sein außergewöhnliches Farbgefühl.
Zu Ishikawas repräsentativen Werke gehören „Hanashita Bijin-zu“ (花下美人図) – „Schöne Frau unter Blüten“, „Tokiwazu-hon o motsu musume“ (常磐津本を持つ娘), „Segawa Kichiji no shakkyō“ (瀬川吉次の石橋) und „Ichikawa Ebizō no Narukami Shōnin to Onoe Kikugorō no kumo no Taema-hime“ (市川海老蔵の鳴神上人と尾上菊五郎の雲の絶間姫).
Ishikawas Grab befindet sich am Tempel Shōkaku-ji (正覚寺), bekannt auch als Kayadera (榧寺) vor Asakusa Kuramae. Der Kyōka-Dichter Ishikawa Masamochi ist sein jüngster Sohn. Es gibt eine Theorie, dass Nishimura Shigenobu (西村重信) der frühere Name von Toyonobu ist.

## Bilder

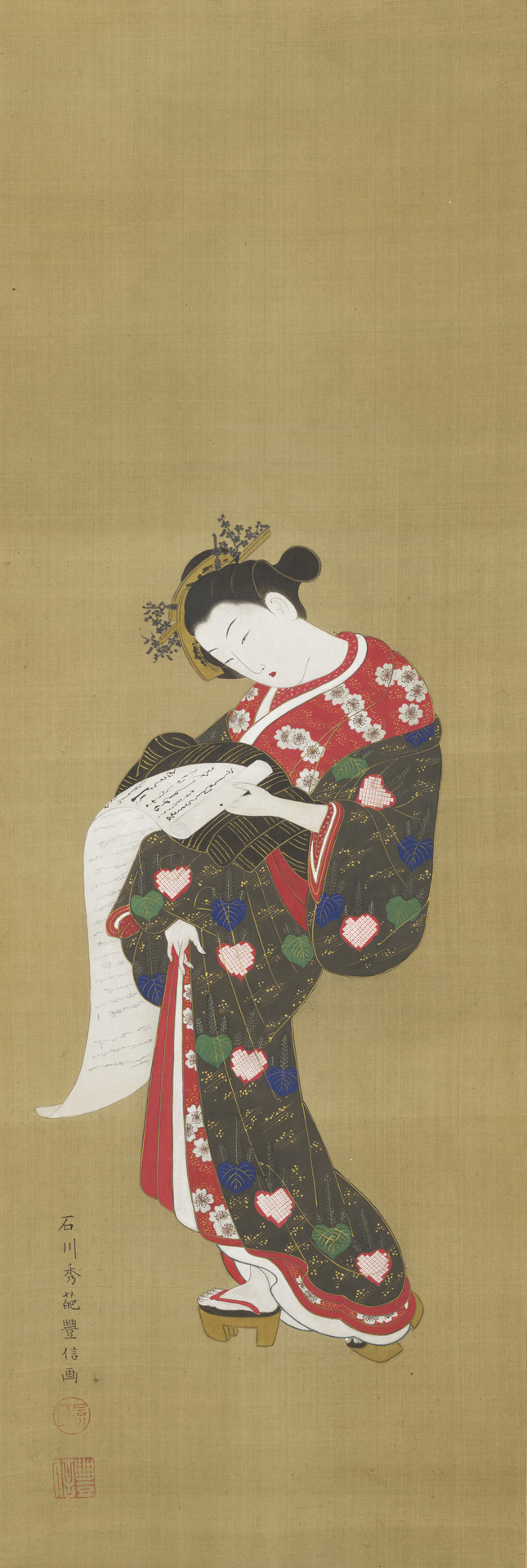
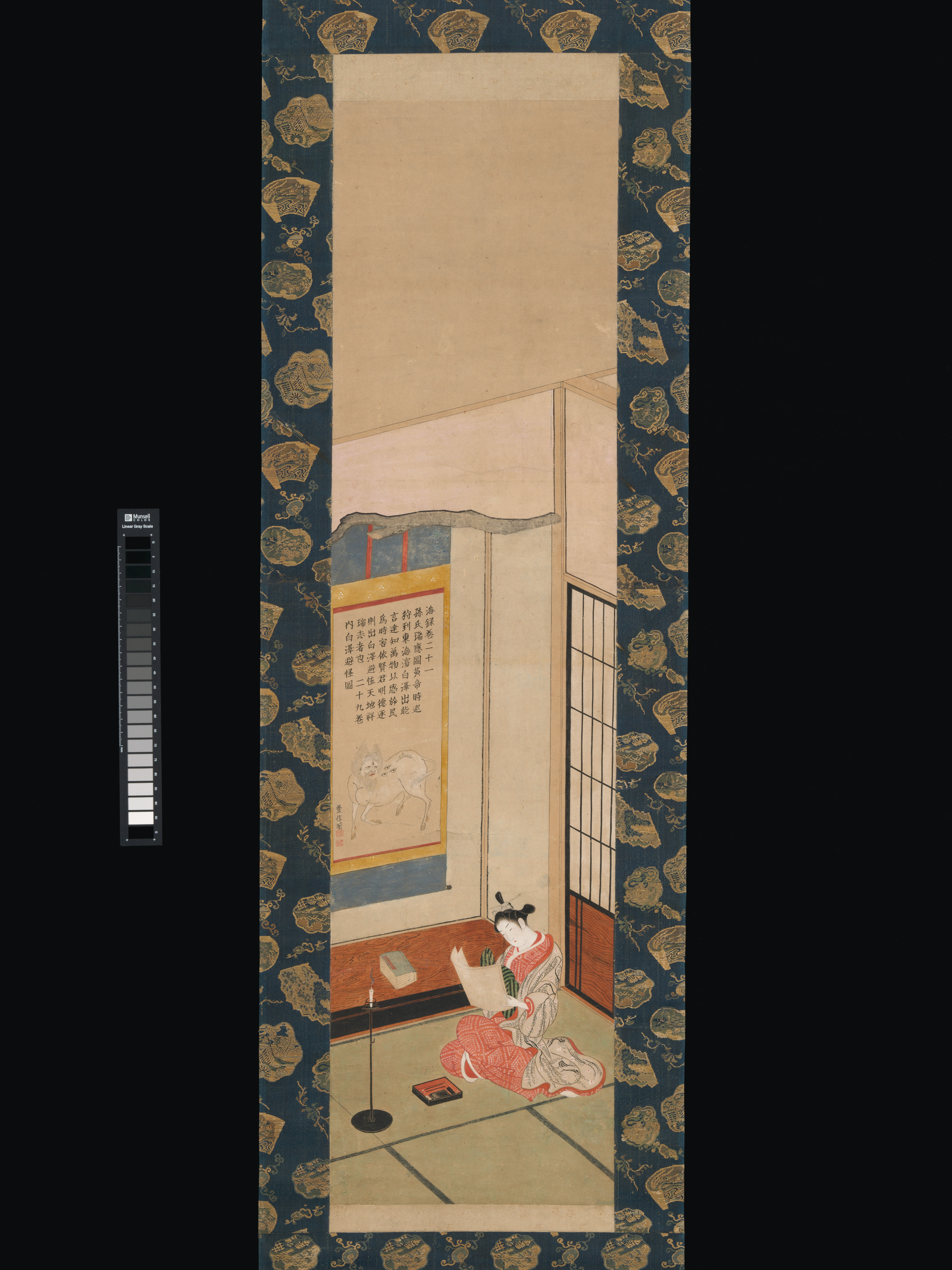
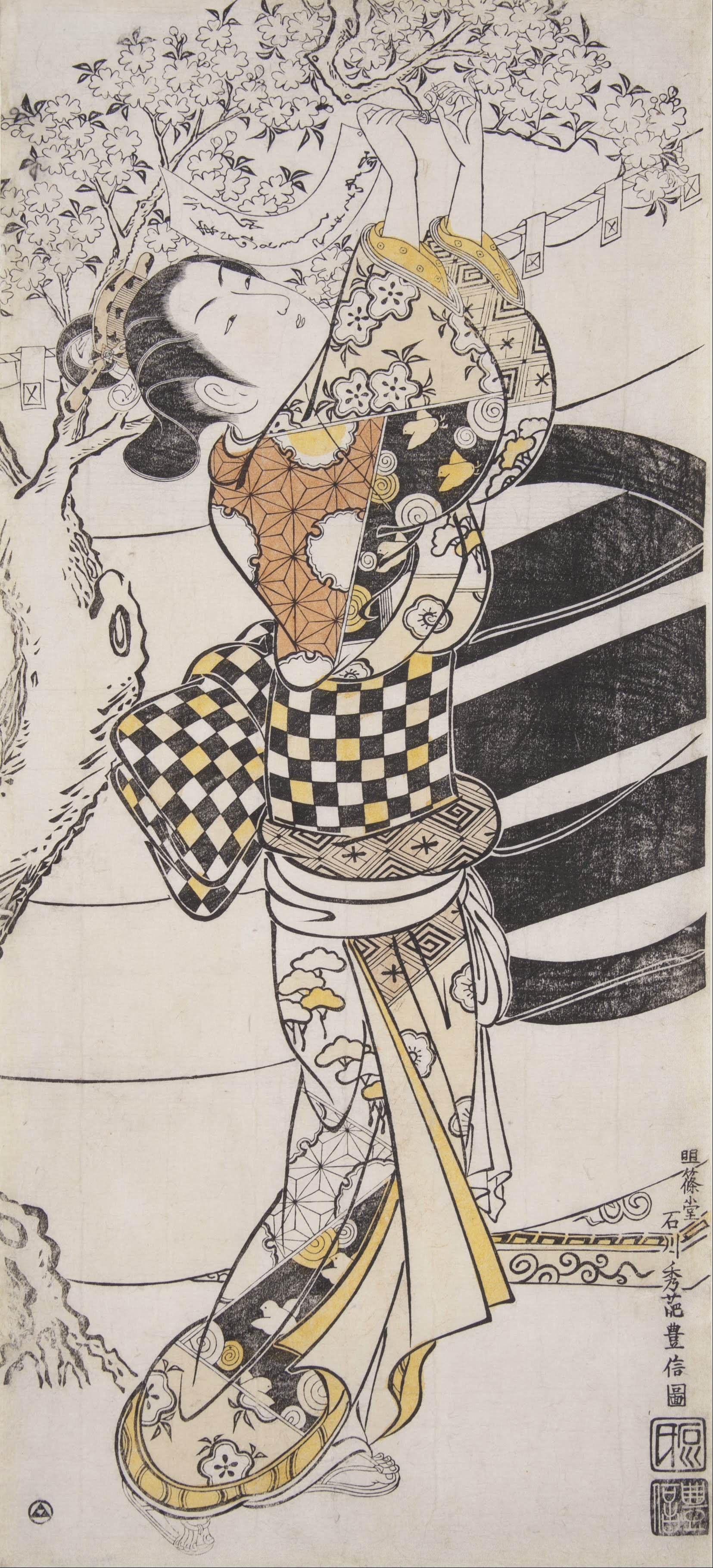
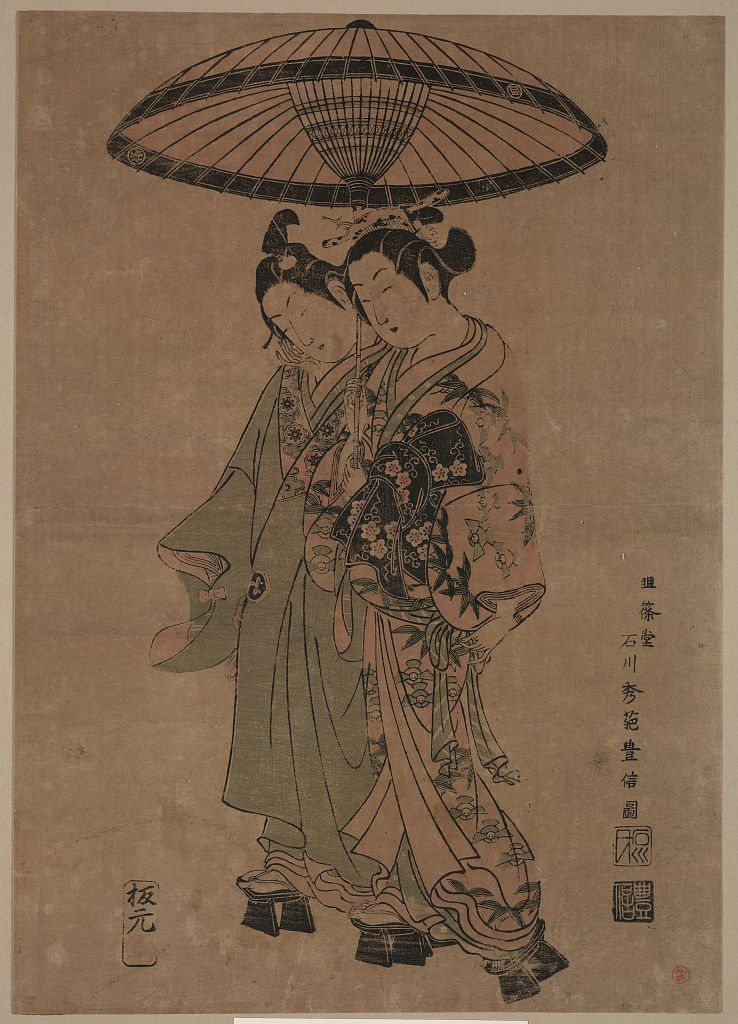
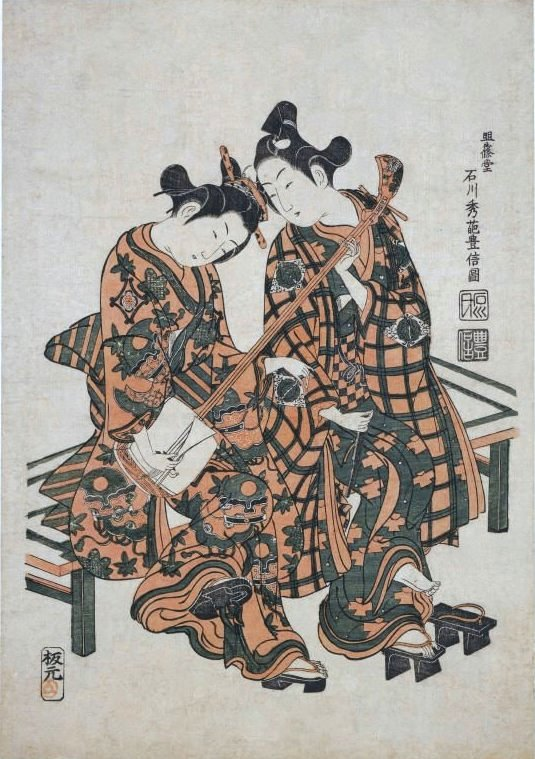

- [1]
- [2]
- [3]
- [4]
- [5]

1. ↑  „Young woman reading a scroll“, Gemälde – Yale University Art Gallery.
2. ↑  „Courtesan Reading a Letter“, Gemälde.
3. ↑  „Hanging a Poem on a Cherry Tree“, Google Art Project.
4. ↑  „Sanogawa Ichimatsu to Segawa Kikunojō no aiaigasa.“
5. ↑  „Kabuki actors Onoe Kikugorō I and Nakamura Kiyosaburō.“